# Judgement2016〜DDT旗揚げ19周年記念大会〜
『Judgement2016〜DDT旗揚げ19周年記念大会〜』（ジャッジメント2016 DDTはたあげ19ねんきねんたいかい）は、日本のプロレス団体DDTプロレスリングによって両国国技館で行われた興行である。

## 概要
- 2015年のさいたまスーパーアリーナ大会にて、2016年は3月と8月の年2回の両国大会開催することを発表。
- 2015年8月の両国大会にて、この大会が初の両国の客席を全面開放での開催である事を発表。
- KO-D無差別王座戦はHARASHIMAが木高イサミを下して王座に返り咲き。その他、坂口征夫と鈴木みのるのスペシャルマッチや飯伏幸太の復帰戦となる両国全域路上マッチ、東京女子プロレス・DNA・BASARAら各ブランドによるアンダーマッチ等も組まれた。
- 同大会にて、DDT20周年記念興行は2017年3月20日、さいたまスーパーアリーナ・メインアリーナにて開催されることが発表される。

## 全試合結果
| キング・オブ・ダーク選手権試合 |                                                  |                                          |
| 星誕期 ●諸橋晴也 （第13代王者） | 3分31秒 ラ・ビオリ                               | DJニラ◯ 鈴木大◯ （挑戦者）               |
| 第13代王者の諸橋が初防衛に成功 |                                                  |                                          |
| 第一アンダーマッチ 東京女子プロレス提供13人参加バトルロイヤル                                                                                |                                                  |                                          |
| ○坂崎ユカ | 8分37秒 足取り式逆さ押さえ込み                   | 中島翔子●                                |
| 他参加選手(退場順) ポイズンミウラ、優宇、ハイパーミサヲ、のどかおねえさん、辰巳リカ、清水愛、小橋マリカ、のの子、滝川あずさ、KANNA、山下実優 |                                                  |                                          |
| DNA提供6人タッグマッチ～井上麻生復帰戦 |                                                  |                                          |
| ◯勝俣瞬馬 ワンチューロ 井上麻生 | 6分53秒 ライトニング・スパイラル→エビ固め        | 岩崎孝樹 レインボー・カワムラ 島谷常寛●  |
| 第三アンダーマッチ プロレスリングBASARA提供6人タッグマッチ                                                                                   |                                                  |                                          |
| 塚本拓海 ●風戸大智 竜剛馬 | 5分28秒 HEAVY METAL AHTHEM→エビ固め              | FUMA○ 久保佑允 SAGAT                     |
| オープニングマッチ 両国初登場！KO-D無差別級王座次期挑戦者決定およびいつでもどこでも挑戦権争奪時間差バトルロイヤル                            |                                                  |                                          |
| 出場選手(入場順) 平田一喜、樋口和貞、マサ高梨、関根龍一、チェリー、ゴージャス松野、大家健、松永智充、中津良太、大鷲透、高尾蒼馬、ヨシヒコ    |                                                  |                                          |
| ●松野 | 4分56秒 OTR                                      | 樋口◯                                    |
| ●チェリー | 5分23秒 OTR                                      | 平田◯                                    |
| 6分26秒 大家健がいつでもどこでも挑戦権獲得                                                                                                   |                                                  |                                          |
| 8分27秒 松永智充がいつでもどこでも挑戦権獲得                                                                                                 |                                                  |                                          |
| 10分43秒 大鷲透がいつでもどこでも挑戦権獲得                                                                                                  |                                                  |                                          |
| ●関根 | 12分17秒 OTR                                     | ヨシヒコ◯                                |
| ●高梨 | 12分25秒 輪廻転生                                | ヨシヒコ◯                                |
| 13分19秒 平田一喜がアジャ・コングとのデート権獲得                                                                                            |                                                  |                                          |
| ●中津 | 13分46秒 OTR                                     | 樋口◯                                    |
| ●高尾 | 16分53秒 轟天→片エビ固め                         | 樋口◯                                    |
| 樋口が4・24後楽園でのKO-D無差別級王座次期挑戦権を獲得                                                                                        |                                                  |                                          |
| 第二試合 3WAYタッグマッチ |                                                  |                                          |
| ○入江茂弘 石井慧介 | 9分57秒 ビーストボンバー→片エビ固め              | 彰人 ヤス・ウラノ●                       |
| ジョーイ・ライアン キャンディス・レラエ |                                                  |                                          |
| 第三試合 スペシャル6人タッグマッチ |                                                  |                                          |
| 赤井沙希 ●大石真翔 レディビアード | 9分38秒 卍固め                                   | LiLiCo○ 梅田公太 渡瀬瑞基                |
| 第四試合 スペシャルタッグマッチ |                                                  |                                          |
| アントーニオ本多 ●福田洋 | 12分10秒 ドラゴンスリーパー                      | 藤波辰爾○ LEONA                          |
| 第五試合 DDT EXTREME級選手権試合～アルティメットロワイヤル有刺鉄線パワーポイント・ノー電源爆破PWFルール                                      |                                                  |                                          |
| ●ケンドー・カシン （第34代王者） | 7分7秒 飛びつき腕ひしぎ逆十字固めを潰す→エビ固め | スーパー・ササダンゴ・マシン◯ （挑戦者） |
| カシンが4度目の防衛に失敗、ササダンゴが第35代王者となる                                                                                      |                                                  |                                          |
| 第六試合 飯伏幸太復帰戦＆飯伏プロレス研究所所属第1戦～東西正面向正面全面使用エニウェアフォール・ウェポントレジャーハント3WAYタッグマッチ     |                                                  |                                          |
| ○飯伏幸太 伊橋剛太 | 23分12秒 フェニックス・スプラッシュ→片エビ固め   | KENSO 中澤マイケル●                      |
| 高木三四郎 葛西純 |                                                  |                                          |
| 第七試合 ドラマティック・ドリームマッチⅠ |                                                  |                                          |
| ●坂口征夫 | 16分15秒 スリーパーホールド→レフェリーストップ   | 鈴木みのる◯                              |
| 第八試合 ドラマティック・ドリームマッチⅡ |                                                  |                                          |
| ●男色ディーノ | 10分20秒 男色ヨコヅナインパクト→漢固め           | 曙◯                                      |
| セミファイナル ウチコミ！presents KO-Dタッグ選手権試合                                                                                       |                                                  |                                          |
| ●竹下幸之介 遠藤哲哉 （第53代王者組） | 17分22秒 変形ミスティカ式クロス・フェース        | 佐々木大輔◯ 石川修司 （挑戦者組）        |
| 竹下組が2度目の防衛に失敗、佐々木組が第54代王者組となる                                                                                      |                                                  |                                          |
| メインイベント グッドコムアセットpresents KO-D無差別級選手権試合                                                                             |                                                  |                                          |
| ●木高イサミ （第55代王者） | 18分15秒 スワンダイブ式蒼魔刀→体固め             | HARASHIMA◯ （挑戦者）                    |
| イサミが4度目の防衛に失敗、HARASHIMAが第56代王者となる                                                                                       |                                                  |                                          |